# Терористички напад на аеродром у Кабулу (2021)
Самоубилачки напад на Међународном аеродрому Хамид Карзај у Кабулу у Авганистану догодио се 26. августа 2021. године у 17.50 по локалном времену (UTC: 13.20), током евакуације из Авганистана. Најмање 182 особе су погинуле, укључујући 169 авганистанских цивила и 13 припадника америчке војске; то су биле прве америчке војне жртве у Авганистану још од фебруара 2020. Одговорност за напад преузела је Исламска држава Ирака и Леванта — провинција Хорасан (ИСИЛ—КП).
Дана 27. августа, Сједињене Државе извеле су ваздушни напад за који је Централна команда САД рекла да је против три осумњичена припадника ИСИЛ—КП у провинцији Нангархар. Дана 29. августа, током напада америчке беспилотне летелице на осумњиченог бомбаша самоубицу ИСИЛ—КП у Кабулу, пријављено је да је десеточлана породица, укључујући седморо деце, убијена док је била близу циљног возила.